# Lost in Time
Lost in Time è un videogioco di tipo avventura grafica pubblicato nel 1993 da Coktel Vision. È stato promosso come "Il primo film di avventura interattivo utilizzando la tecnologia Full Motion Video" e conteneva quattro elementi grafici: video in full motion, sfondi dipinti a mano e digitalizzati e decorazioni 3D.